# 18 décembre en sport
18 novembre 18 janvier
Chronologies thématiques
- Croisades
- Ferroviaires
- Disney

Le 18 décembre (352e jour de l'année ou 353e en cas d'année bissextile) en sport.

## Événements

### XIXesiècle
- 1898 : (Automobile) : premier record de vitesse automobile officiel : 63,154 km/h à Achères par Gaston de Chasseloup-Laubat sur une Jeantaud.

### XXesiècle: 1901-1950
- 1932 (Football américain) : Chicago Bears champion de la National Football League.
- 1935 : (Football) : Boca Juniors est champion d'Argentine.
- 1949 : (Football américain) : les Philadelphia Eagles champion de la National Football League.

### XXIesiècle
- 2001 :
  - (Football / Ballon d'or) : l'attaquant anglais Michael Owen remporte le Ballon d'or 2001 en devançant l'Espagnol Raúl et l'Allemand Oliver Kahn.
- 2005 :
  - (Football / Coupe du monde des clubs) : les Brésiliens de São Paulo Futebol Clube s'imposent 1-0 face aux Anglais de Liverpool en finale du Championnat du monde des clubs.
- 2010 :
  - (Football / Coupe du monde des clubs) : en finale de la Coupe du monde des clubs, disputés aux Émirats arabes unis, l'Inter Milan s'impose 3 à 0 contre le TP Mazembe.
- 2016 :
  - (Handball / Championnat d'Europe féminin) : les Norvégiennes conservent leur titre de championne d’Europe en dominant les Pays-Bas en finale à Göteborg en Suède (30-29). Il s’agit de leur 7e titre européen. Les Françaises terminent 3e après leur victoire contre le Danemark (25-22).
- 2022 :
  - (Football / Coupe du monde) : en finale de la Coupe du monde de football qui se joue au Stade de Lusail à Lusail au Qatar entre la l'Argentine et la France. L'Argentine s'impose aux tirs au but, après prolongation (3-3, tab 4-2)[1].

## Naissances

### XIXesiècle
- 1845 : Arthur Guillemard, joueur de rugby à XV, joueur de cricket, footballeur et dirigeant sportif anglais. († 1909).
- 1866 : Holger Nielsen, sabreur et tireur danois. († 1955).
- 1867 : Foxhall Parker Keene, joueur de polo puis pilote de courses automobile américain. († 1941).
- 1884 : Walter Smaill, hockeyeur sur glace canadien. († 1971).
- 1886 : Ty Cobb, joueur de baseball américain. († 1961).
- 1888 : Mauritz Eriksson, tireur suédois. († 1947).
- 1893 : Luigi Lucotti, cycliste sur route italien. († 1980).

### XXesiècle: 1901-1950
- 1910 : Eric Tindill, joueur de rugby et joueur de cricket néo-zélandais. († 2010).
- 1915 : Dario Mangiarotti, épéiste italien. († 2010).
- 1921 : Pierre Noblet, pilote de courses automobile français. († 2014).
- 1928 : György Vízvári, poloïste hongrois. († 2004).
- 1929 : Gino Cimoli, joueur de baseball américain. († 2011).
- 1941 : Jos Huysmans, cycliste sur route belge. († 2012).
- 1945 : Jean Pronovost, hockeyeur sur glace puis entraîneur canadien.
- 1947 : Pekka Marjamäki, hockeyeur sur glace finlandais. († 2012).

### XXesiècle: 1951-2000
- 1951 : Pape Diouf, journaliste sportif, agent de joueurs et dirigeant de football franco-sénégalais.(† 2020).
- 1956 : Omer Khalifa, athlète de demi-fond soudanais.
- 1961 : Brian Orser, patineur artistique messieurs puis entraîneur canadien.
- 1963 : Isabelle Duchesnay, patineuse artistique de danse sur glace canadienne et française.
- 1966 : Gianluca Pagliuca, footballeur italien.
- 1969 : Santiago Cañizares, footballeur espagnol.
- 1969 : Akira Iida, pilote de courses automobile japonais.
- 1969 : Christophe Tinseau, pilote de courses automobile français.
- 1971 : Arantxa Sánchez Vicario, joueuse de tennis espagnole.
- 1975 : Travis Conlan, basketteur américain.
- 1975 : Cyril Jeunechamp, footballeur français.
- 1976 : Andrea Belicchi, pilote de courses automobile italien.
- 1983 : Janez Brajkovič, cycliste sur route slovène.
- 1983 : Alessandro Pier Guidi, pilote de courses automobile d'endurance italien.
- 1984 : Giuliano Razzoli, skieur alpin italien.
- 1984 : Modou Sougou, footballeur sénégalais.
- 1984 : Galina Voskoboeva, joueuse de tennis kazakhstanaise.
- 1986 : François Hamelin, patineur de vitesse canadien.
- 1986 : Leocísio Sami, footballeur bissau-guinéen.
- 1986 : Andrija Stipanović, basketteur bosnien.
- 1986 : Henrik Toft Hansen, handballeur danois.
- 1987 : Miki Andō, patineuse artistique dames japonaise.
- 1987 : Dan Lydiate, joueur de rugby à XV gallois.
- 1987 : Piotr Nowakowski, volleyeur polonais.
- 1987 : Miguel Palanca, footballeur espagnol.
- 1988 : Elizabeth Deignan, cycliste sur piste et sur route britannique.
- 1988 : Mohamed El-Shenawy, footballeur égyptien.
- 1988 : Hörður Vilhjálmsson, basketteur islandais.
- 1989 : Marie Gayot, athlète de sprint française.
- 1989 : Behnaz Shafiei, pilote de moto de vitesse iranienne.
- 1990 : Victor Hedman, hockeyeur sur glace suédois.
- 1990 : Fabian Riessle, skieur de combiné nordique allemand.
- 1991 : Dmitriy Aleksanin, épéiste kazakh.
- 1992 : Rudy Barbier, cycliste sur route français.
- 1992 : Jabari Brown, basketteur américain.
- 1992 : Adam Cieślar, skieur de combiné nordique polonais.
- 1992 : Ryan Crouser, athlète de lancers américain.
- 1994 : Gerard Gumbau, footballeur espagnol.
- 1994 : Vilde Ingstad, handballeuse norvégienne.
- 1995 : Camille Chat, joueur de rugby français.
- 1995 : Barbora Krejčíková, joueuse de tennis tchèque.
- 1995 : Mads Pedersen, cycliste sur route danois.
- 1995 : Théo Valls, footballeur français.
- 1998 : 
  - Simona Quadarella, nageuse italienne.
  - Axel Zingle, cycliste sur route français.

### XXIesiècle: 2001-2050
- 2001 : 
  - Jalen Johnson, basketteur américain.
- 2005 : 
  - Matteo Pérez Vinlöf, footballeur suédois.

## Décès
- 1919 : Henri Fournier, 48 ans, pilote automobile, coureur cycliste, pilote de vitesse moto et aviateur français. (° 14 avril 1871).
- 1949 : Georges Bon, footballeur français. (° 1886).
- 1969 : Charles Dvorak, athlète de saut américain. (° 1878).
- 1971 : Bobby Jones, golfeur américain. (° 1902).
- 1974 : Harry Hooper, joueur de baseball américain. (° 1887).
- 1986 : Alain Caron, hockeyeur sur glace canadien. (° 1938).
- 1991 : George Abecassis, pilote de course automobile britannique. (° 1913).
- 1993 : 
  - Helmut Glockler, 84 ans, pilote de course automobile allemand. (° 13 janvier 1909).
- 2006 : Bertie Reed, skipper sud-africain. (° 1943).
- 2008 : Robert Jonquet, footballeur puis entraîneur français. (° 1925).
- 2012 : Anna Tavano, athlète handisport française. (° 1948).
- 2014 : Ante Žanetić, footballeur yougoslave puis croate. (° 1936).